# TJ Orel Třešť
Tělovýchovná jednota Orel Třešť byla založena roku 1920 páterem Jaroslavem Štrajtem, poté co byla jako jednotná a celostátní organizace ustanovena na I. všeobecném sjezdu katolíků v Olomouci 31. května 1909.
Orel Třešť získal před druhou světovou válkou pevnější základnu díky panu Matoději Růžičkovi, který postavil na místě starého hostince nový a přistavil sál pro divadlo a také sportovní činnost, kde probíhala prostná cvičení a hrál se stolní tenis. U budovy na zahradě byla také postavena kuželna. V těchto prostorách zkoušela orelská hudba.   
Předválečná tělovýchovná jednota pořádala vycházky do přírody (častou destinací hrad Roštejn), v zimních měsících nahradili orlové procházky běžkováním po kraji. Těsně před válkou byl zakoupen pozemek v Tovární ulici, kde se zbudovaly kabiny pro muže i ženy, terasa pro diváky a hudbu. Hřiště sportovně posloužilo ke hraní odbíjené. Za druhé světové války byla činnost této městské organizace na nějakou dobu přerušena. Po roce 1948 byla jednota Orla převedena pod jednotu Sokola, později byly obě tyto tělovýchovné jednoty začleněny do ČSTV, hřiště bylo zdemolováno a na jeho místě vyrostl jeden ze závodů Interiéru. 
V roce 1990 se opět ustanovila Orel jednota Třešť, pod vedením pana Vrátila se organizace snažila o vzkříšení, to se podařilo. V roce 2014 nastala další změna, do vedení se dostala trojice Josef Kolba, Jan Roháček a Tomáš Niederhafner. Sportovní činnost se inovovala a rozšířila se činnost kulturní. Orel jednota Třešť stojí za několika povedenými projekty realizovanými na území města Třeště (Akademie vět Třešť – antologie amatérské literární tvorby města, Florbalová miniliga ORT – městská liga florbalu v zimních měsících, badmintonový turnaj smíšených dvojic aj). Speciální kategorií je letní projekt sdílených městských kol – Dederova kola, projekt orlů Pavla Forsta a Tomáše Niederhafnera, poslední roky výrazně pomohla i Eva Kameníková. Projekt byl oceněn Zlatou jeřabinou za ekologický počin roku 2016.
Orel jednota Třešť má v současnosti[kdy?] 51 členů. Na mnoha dalších akcích v městě Třešti se jednota spolupodílí a aktivně je podporuje. Část členů Orel jednoty Třešť je také aktivně činných při natáčení amatérských filmů a tvoří valnou složku amatérských divadelních souborů vystupujících pod zastřešujícím názvem TŘEŠŤSKÝ PRŮMĚR.

## Sportovní týmy
- FUTSAL TÝM TJ OREL TŘEŠŤ: jeden z nejstarších futsalových týmů na Vysočině, působil v okresní soutěži od sezóny 2004/05 do sezóny 2015/16, kde hájil barvy klubu – zelená a bílá. Vyznával tzv. gentlemanský fotbalový styl bez přihrávaní faulů a s fair play k protihráčům. Zkratkou týmu se staly písmena ORT.
- FLORBAL TÝM TJ OREL TŘEŠŤ: florbalový tým v současnosti vedený kapitánem Kamilem Hamerníkem se zrodil pod taktovkou Jana Roháčka a Tomáše Niederhafnera na začátku roku 2006. Mezi zástupce nové naděje orlů patří například Luboš Hartl, Petr Mezera a jiní. Skupina orlů kolem florbalu pořádá každoročně Silvestrovský turnaj pátera Štrajta, aby tak vzdala hold zakladateli tělovýchovné jednoty ve městě Třešti.